# Steve Froggatt
Stephen Junior ("Steve") Froggatt (Lincoln, 9 maart 1973) is een Engels voormalig voetballer die doorgaans als vleugelmiddenvelder speelde. Froggatt was eind jaren negentig een beloftevolle vleugelspeler, maar een zware tackle en een complexe enkelbreuk maakten in 2001 vervroegd een einde aan zijn loopbaan.

## Clubcarrière
Froggatt begon zijn carrière als tiener bij Aston Villa onder coach Ron Atkinson en debuteerde voor de club in 1991. Hij mocht in zijn tweede seizoen, 1992/93, 21 keer opdraven van Atkinson in de competitie, de toen nog nagelnieuwe Premier League. Froggatt kreeg vaker de voorkeur op Tony Daley of Dwight Yorke in de Premier League, maar belandde nog datzelfde seizoen op een zijspoor. In 1994 verkaste hij naar tweedeklasser Wolverhampton Wanderers, waar het Froggatt iets beter verging. In vier seizoenen bij de club speelde Froggatt bijna 100 competitiewedstrijden, waarin hij zeven keer scoorde. Het leek er even op dat Froggatt een mooie carrière tegemoet zag.
Een 29-jarige Froggatt zag zijn carrière – hij werd net opgeroepen voor het Engels voetbalelftal –  in duigen vallen toen hij op 12 februari 2000 het slachtoffer werd van een zware tackle van Sunderland-speler Nicky Summerbee. Hij speelde toen voor Coventry City in de Premier League, waar hij 15 doelpunten had gescoord uit 49 competitiewedstrijden. Een gebroken enkel, waarvan hij niet meer herstelde, dwong hem abrupt een einde te maken aan zijn loopbaan.
Froggatt, in 2017, cynisch over Summerbee: "Hij was al gefrustreerd door ons [Wolverhampton Wanderers, waaronder Froggatt] sinds hij met Swindon Town tegen ons speelde en we versloegen ze met 5-1; Summerbee was die dag niet beter dan mij en Tony [Daley, die toen ook voor Wolves uitkwam] en dat voelde hij".
Na zijn carrière werd Froggatt woordvoerder van Coventry City, een functie die hij niet meer bekleedt.

## Erelijst
Aston Villa FC
- League Cup

1994